# Rothorn (Grengiols)
Rothorn är en bergstopp i Schweiz.   Den ligger i distriktet Raron och kantonen Valais, i den södra delen av landet, 90 km sydost om huvudstaden Bern. Toppen på Rothorn är 2 813 meter över havet, eller 187 meter över den omgivande terrängen. Bredden vid basen är 0,91 km.
Terrängen runt Rothorn är huvudsakligen bergig, men den allra närmaste omgivningen är kuperad. Närmaste större samhälle är Naters, 10,9 km väster om Rothorn. 
Trakten runt Rothorn består i huvudsak av gräsmarker. Runt Rothorn är det glesbefolkat, med 10 invånare per kvadratkilometer.